# Chiesa di San Silvano Martire
La chiesa di San Silvano Martire è la parrocchiale di Sozzago, in provincia e diocesi di Novara; fa parte dell'unità pastorale di Trecate.

## Storia
La prima citazione di una chiesa a Sozzago risale all'840; una seconda menzione è da ricercare in un documento datato 1165 in cui si legge che i diritti sulla chiesa vennero ceduti al vescovado Novara dagli avvocati Falcone, Bonifacio, Ugo e Ingone da Monticello.
Verso la fine del XVI secolo il vescovo di Novara Carlo Bascapè, compiendo la sua visita pastorale, annotò che l'edificio era composta da due navate, al termine delle quali c'erano altrettante absidi semicircolari decorate da affreschi, che sul lato sud c'era la sacrestia e che la chiesa era dotata pure del campanile; in quell'occasione il presule ordinò che la struttura venisse restaurata ed ammodernata.
Nel Settecento venne costruita la nuova chiesa, che nel secolo successivo fu oggetto di un rifacimento; nel frattempo,  nel 1829 era passata dalla diocesi di Novara alla diocesi di Vigevano.
All'inizio del XXI secolo la struttura venne restaurata e risistemata, mentre poi nel 2016 tornò nuovamente a far parte della diocesi di Novara.

## Descrizione

### Esterno
La facciata della chiesa, in stile neoromanico, è a salienti ed è composta da mattoni non intonacati. Delle lesene la dividono in tre parti, tutte caratterizzate da archetti pensili nel sottogronda, delle quali quella centrale, che è più alta, presenta il portale maggiore strombato e un rosone, mentre quelle laterali sono caratterizzate unicamente dagli ingressi minori, anch'essi strombati.
Accanto alla chiesa si innalza la torre campanaria, anch'essa in mattoni a faccia vista, la cui cella presenta una monofora per lato e che è coronata da una cuspide a base quadrangolare.

### Interno
Opere di pregio conservate all'interno sono l'altare maggiore in marmi policromi, costruito nel XVIII secolo, gli stalli lignei del coro, gli affreschi raffiguranti la Gloria di San Silvano e Gesù nell'orto degli ulivi, la cantoria e l'organo lì collocato.